# Joca Júnior
José Genival Bezerra Júnior (Currais Novos, 23 de junho de 1969) é um surfista brasileiro, mais conhecido como Joca Júnior.

## Biografia
Em 1980, aos 11 anos, mudou-se para a capital Natal. Contrariando o desejo inicial do seu pai, que o queria jogador de futebol, começou a surfar com uma prancha emprestada. O pai, ao perceber a sua paixão pelo surfe, presenteou-o com sua primeira prancha.
Joca foi campeão brasileiro amador no ano de 1989 e competiu profissionalmente no circuito brasileiro e mundial até 2003. Foi o único surfista brasileiro a ter campeonatos em três categorias: amador, profissional e master.
Hoje é empresário, proprietário de uma empresa de “beneficiamento” de açaí, e dedica-se a um projeto social chamado Surfistas de Cristo, onde incentiva e apóia jovens carentes de Natal a seguir carreira no esporte.

## Títulos conquistados
- Campeão Estadual RN - Open, 1988
- Campeão Estadual RN - Pro-Am, 1988
- Campeão Brasileiro Amador, 1989 [3]
- Vice-campeão Carioca Profissional - Limão Brahma, Circuito 1995
- Campeão - Circuito Paulista Profissional, 1996
- Campeão Brasileiro Profissional, 1996 [4]
- Terceiro Colocado no Mundial WQS (World Qualifing Series), 1996

### Vitórias em eventos internacionais
- Pantin' Classic 93 (Espanha)
- Cape Town Pro 91 (África do Sul)
- Neill World Challenge 96 (Japão)
- Fine Magazine 96 (Japão)